# فابينهو
فابينهو (21 ديسمبر 1994 في البرتغال - ) هو لاعب كرة قدم برتغالي في مركز الوسط. لعب مع نادي فييرينسي.

## روابط خارجية
- فابينهو على موقع قاعدة بيانات كرة القدم.إي يو (الإنجليزية)
- فابينهو على موقع Soccerway.com (الإنجليزية)
- فابينهو على موقع AS.com (الإسبانية)